# Valentina Scandolara
Valentina Scandolara (Tregnago, 1º maggio 1990) è un'ex ciclista su strada, pistard e ciclocrossista italiana, attiva tra le Elite dal 2009 al 2023.

## Palmarès

### Strada
- 2007 (Juniores)

Campionati europei, Prova in linea juniores
- 2008 (Juniores)

Campionati europei, Prova in linea juniores
Campionati italiani, Prova in linea juniores
- 2011 (Gauss, una vittoria)

Giornata Rosa di Nove
- 2013 (MCipollini-Giordana, due vittorie)

Trofeo Alberto Vannucci
6ª tappa Thüringen Rundfahrt (Schmölln > Schmölln)
- 2014 (Orica-AIS, una vittoria)

Giro del Trentino
- 2015 (Orica-AIS, tre vittorie)

1ª tappa Santos Tour
Classifica generale Santos Tour
4ª tappa Tour de l'Ardèche (Privas > Villeneuve-de-Berg)
- 2017 (WM3 Pro Cycling Team, una vittoria)

Dwars door de Westhoek

#### Altri successi
- 2010 (Vaiano-Solaristec)

Criterium di Lancy
- 2013 (MCipollini-Giordana)

Classifica scalatrici Festival Luxembourgeois Elsy Jacobs
- 2015 (Orica-AIS)

Classifica a punti Giro della Toscana

### Pista
- 2008 (Juniores)

Campionati italiani, Inseguimento a squadre juniores (con Claudia Fabian e Giorgia Marchesin)
- 2011

Campionati europei, Corsa a punti Under-23
- 2021

Tel Aviv, Scratch
Quatre Jours de Genève, Corsa a punti
- 2022

Tel Aviv, Corsa a punti
Athens GP, Scratch
Athens GP, Corsa a eliminazione

### Ciclocross
- 2011-2012

Campionati italiani, Prova Under-23

## Piazzamenti

### Grandi Giri
- Giro d'Italia

2010: ritirata (9ª tappa)
2011: non partita (7ª tappa)
2012: 64ª
2013: 37ª
2014: 55ª
2015: 78ª
2016: non partita (5ª tappa)
2017: 80ª
2021: 86ª

### Competizioni mondiali
- Campionati del mondo su strada

Aguascalientes 2007 - In linea Junior: 3°
Città del Capo 2008 - In linea Junior: 31°
Copenaghen 2011 - In linea Elite: 97ª
Limburgo 2012 - Cronosquadre: 7ª
Toscana 2013 - Cronosquadre: 5ª
Toscana 2013 - In linea Elite: 28ª
Ponferrada 2014 - Cronosquadre: 2ª
Ponferrada 2014 - In linea Elite: ritirata
Richmond 2015 - In linea Elite: 23ª
- Campionati del mondo di ciclocross

Koksijde 2012 - Elite: ritirata

### Competizioni europee
- Campionati europei su strada

Sofia 2007 - In linea Junior: vincitrice
Arona 2008 - In linea Junior: vincitrice
Hooglede-Gits 2009 - In linea Under-23: 31ª
Offida 2011 - In linea Under-23: 5ª
- Giochi europei

Baku 2015 - In linea: 6ª
- Campionati europei su pista

Mosca 2010 - Corsa a punti Under-23: 8ª
Anadia 2011 - Corsa a punti Under-23: vincitrice
Anadia 2011 - Omnium Under-23: 5ª